# 邦美蜀市
邦美蜀市（越南语：／）是越南西原多乐省省莅，2019年总人口502170人，是西原地区最大的城市，被称为“咖啡首都”。舊稱爲「樂郊」（Lac Giao）。
1975年3月，邦美蜀戰役在該地發生。

## 名稱
邦美蜀來自埃地語“ƀuôn ama Y Thuôt”，意为“Y Thuôt的父亲的村庄”（“ƀuôn”表示村寨，“ama”表示父亲，Thuot是人名）。所以邦美蜀的意思就是“蜀的父亲的村庄”。以此类推，Buôn Mê Thuột就是“蜀的母亲的村庄”。不过汉语的音译来源于后者。越南语写作Buôn Ma Thuột或Buôn Mê Thuột; Ban Mê Thuột; Ban Mê Thuật，其中“Buôn Ma Thuột”用的比较多。

## 地理
邦美蜀市位于西原东部的多乐省，海拔500米。与海平面约低3至4摄氏度的温度。东接克容帕县，东南接格昆县，西接得农省格桔县，南接克容阿纳县，北接格姆阿县和奔敦县。

## 历史
1995年1月21日，邦美蜀市社改制为邦美蜀市；亚丹社改制为亚丹坊，和庆社和和春社析置庆春坊，果克涅社、亚巴社和亚诺社3社划归亚苏县管辖，和富社、和春社和和庆社3社划归格桔县管辖，和东社部分区域划归新立坊管辖，剩余部分整建制划归克容帕县管辖。
1996年11月18日，新立坊析置新和坊、新安坊，胜利坊析置新利坊，统一坊析置成一坊。
2004年1月2日，格桔县和富社、和庆社、和春社3社划归邦美蜀市管辖。
2005年2月28日，邦美蜀市被评定为二级城市。
2010年2月8日，邦美蜀市被评定为一级城市。
2024年9月28日，越南国会常务委员会通过决议，自2024年11月1日起，胜利坊并入成功坊，统一坊并入新进坊。

## 行政區劃
邦美蜀市下辖11坊8社，市人民委员会位于成功坊。
- 亚丹坊（Phường Ea Tam）
- 庆春坊（Phường Khánh Xuân）
- 新安坊（Phường Tân An）
- 新和坊（Phường Tân Hòa）
- 新立坊（Phường Tân Lập）
- 新利坊（Phường Tân Lợi）
- 新城坊（Phường Tân Thành）
- 新进坊（Phường Tân Tiến）
- 成功坊（Phường Thành Công）
- 成一坊（Phường Thành Nhất）
- 自安坊（Phường Tự An）
- 格埃布社（Xã Cư ÊBur）
- 亚高社（Xã Ea Kao）
- 亚都社（Xã Ea Tu）
- 和庆社（Xã Hòa Khánh）
- 和富社（Xã Hòa Phú）
- 和胜社（Xã Hòa Thắng）
- 和顺社（Xã Hòa Thuận）
- 和春社（Xã Hòa Xuân）

## 交通
邦美蜀市拥有一个邦美蜀机场（IATA: BMV, ICAO: VVBM）。该机场主要可以飞往河内、胡志明市、荣市、岘港等。还有铁路、公路等。

## 民族
邦美蜀市的原住民為埃地族，但近些年越南的主體民族—京族逐漸在當地佔據了主導地位。